# (9160) 1986 UH3
(9160) 1986 UH3 est un astéroïde de la ceinture principale découvert en 1986.

## Description
(9160) 1986 UH3 a été découvert le 28 octobre 1986 à l'observatoire Kleť, en République tchèque, en Bohême-du-Sud, par Zdeňka Vávrová.

### Caractéristiques orbitales
L'orbite de cet astéroïde est caractérisée par un demi-grand axe de 2,57 UA, un périhélie de 1,96 UA, une excentricité de 0,24 et une inclinaison de 0,69° par rapport à l'écliptique. Du fait de ces caractéristiques, à savoir un demi-grand axe compris entre 2 et 3,2 UA et un périhélie supérieur à 1,666 UA, il est classé, selon la JPL Small-Body Database, comme objet de la ceinture principale.

### Caractéristiques physiques
(9160) 1986 UH3 a une magnitude absolue (H) de 14,9 et un albédo estimé à 0,060.